# Julius Wulff
Julius Wulff (1852-1924) foi um político e jornalista conservador dinamarquês. Os seus estudos formais centraram-se em Zoologia e ele trabalhou como professor em Hjørring de 1879 a 1887. Durante este período, desenvolveu o seu interesse pela política, tornando-se editor de um jornal conservador. Wulff serviu em dois períodos como membro do parlamento (1895–98 e 1909–18) e interessou-se em política comercial e questões alfandegárias. Ele foi um proeminente defensor da proteção da indústria nacional e oponente da venda das Índias Ocidentais Dinamarquesas aos Estados Unidos.